# Eric Thompson (piloto)
Eric David Thompson (Surbiton, Surrey, 4 de noviembre de 1919-Guildford, Surrey, 22 de agosto de 2015) fue un piloto de automovilismo británico. Compitió entre 1948 y 1955 y obtuvo su mayores éxitos en las carreras de resistencia.
Thompson trabajó como corredor de seguros de Lloyd's of London. Su carrera como piloto comenzó en 1948, compitiendo con autos para HRG. Ganó la clase de 1.5 litros en 24 Horas de Le Mans en 1949 y fue contratado por Aston Martin para conducir un DB2 hasta el tercer lugar en las 24 Horas de Le Mans de 1951.
También condujo en Fórmula Libre y Fórmula 2 logrando éxitos menores. Participó en su única carrera de Fórmula 1 en el Gran Premio de Gran Bretaña de 1952 con Connaught y terminó quinto. En 1953 fue segundo en el RAC Tourist Trophy junto a Reg Parnell y ganó el RedeX Trophy de F2.
Se retiró del automovilismo a fines de 1955. Volvió a Lloyd's y posteriormente abrió una librería cerca de Guildford. Thompson fue el primer piloto en ingresar al Salón de la Fama de Pilotos de Le Mans, en 2013. Fue el decano de los pilotos de Fórmula 1 entre principios de 2015, tras la muerte de Robert Manzon, y su muerte en agosto de ese mismo año.

## Resultados

### Fórmula 1
(Clave) (negrita indica pole position) (cursiva indica vuelta rápida)

| Año     | Escudería             | 1   | 2   | 3   | 4   | 5     | 6   | 7   | 8   | Pos. | Puntos |
| ------- | --------------------- | --- | --- | --- | --- | ----- | --- | --- | --- | ---- | ------ |
| 1952    | Connaught Engineering | SUI | 500 | BEL | FRA | GBR 5 | GER | NED | ITA | 16.º | 2      |
| Fuente: |                       |     |     |     |     |       |     |     |     |      |        |

### 24 Horas de Le Mans
| Año     | Equipo                | Copilotos        | Automóvil         | Clase | Vueltas | Pos. | Pos. Clase |
| ------- | --------------------- | ---------------- | ----------------- | ----- | ------- | ---- | ---------- |
| 1949    | Ecurie Lapin Blanc    | Jack Fairman     | HRG Lightweight   | S1.5  | 202     | 8.º  | 1.º        |
| 1950    | Aston Martin Ltd.     | John Gordon      | Aston Martin DB2  | S3.0  | 8       | DNF  | DNF        |
| 1951    | Aston Martin Ltd.     | Lance Macklin    | Aston Martin DB2  | S3.0  | 257     | 3.º  | 1.º        |
| 1955    | Aston Martin Ltd.     | Reg Parnell      | Aston Martin DB3S | S3.0  | 60      | DNF  | DNF        |
| 1953    | Aston Martin Ltd.     | Dennis Poore     | Aston Martin DB3S | S3.0  | 182     | DNF  | DNF        |
| 1954    | David Brown           | Dennis Poore     | Lagonda DP115     | S5.0  | 26      | DNF  | DNF        |
| 1955    | Connaught Engineering | Kenneth McAlpine | Connaught AL/SR   | S1.5  | 60      | DNF  | DNF        |
| Fuente: |                       |                  |                   |       |         |      |            |

| Predecesor: Robert Manzon | Piloto vivo más longevo de la Fórmula 1 19 de enero de 2015-22 de agosto de 2015 | Sucesor: Kenneth McAlpine |